# Werner Kogge (Landrat)
Werner Eduard Julius Kogge (* 30. März 1887 in Berlin; † 12. Oktober 1973 in Berlin-Zehlendorf) war ein preußischer Verwaltungsjurist und Landrat im Kreis Greifswald.

## Leben
1905 wurde Kogge Mitglied des Corps Borussia Berlin. Er begann seinen beruflichen Werdegang im Jahr 1914 als Gerichtsassessor. Seit 1919 wirkte er als Justitiar der Regierung Bromberg. 1920 wurde Kogge zum Regierungsassessor befördert und im gleichen Jahr zum Landrat im Kreis Greifswald ernannt. 1931 wurde er in den einstweiligen Ruhestand versetzt.